# Emmanuel Saulnier
Emmanuel Saulnier, né le 11 décembre 1952 à Paris, est un sculpteur français.

## Œuvres
- Je vis de l’eau elle s’écoule, Nice[2]
- Rester-Resister, Parc du Vercors
- Tête, 1992, exposée dans les collections permanentes du musée des beaux-arts de Nancy